# Вологодский музей-заповедник
Волого́дский госуда́рственный исто́рико-архитекту́рный и худо́жественный музе́й-запове́дник (ВГИАХМЗ; Вологодский государственный музей-заповедник; ВГМЗ) — музейный центр Вологодской области, научно-исследовательское и научно-просветительское учреждение с несколькими филиалами, хранилище художественных, историко-архитектурных, литературных и других памятников материальной и духовной культуры, а также природы.

## История
Изначально, до середины XIX века, описания икон и предметов церковной утвари включались в описание храмов Вологодского края. Первые статьи, специально посвящённые местным произведениям декоративно-прикладного искусства и иконописи, публиковались историком-краеведом Н. И. Суворовым в 1850—1860-х годах в Известиях императорского Археологического общества и Вологодских губернских и епархиальных ведомостях. В начале 1870-х годов Суворов опубликовал «Путеводитель по Вологде», в который включил описание наиболее старинных и почитаемых икон вологодских храмов. Вологодский краевед И. К. Степановский в 1890 году опубликовал историко-археологический сборник «Вологодская старина». Этот справочник наряду с обширным краеведческим, историческим, географическим описаниями городов губернии включает материалы по истории местной иконописи. Интересны и полезны данные о иконографии живописных произведений, которые спустя годы позволяет определить, откуда происходит та или иная икона из музейного собрания и историю их бытования.
Первый музей Вологды, впоследствии включённый в ВГИАХМЗ, открылся в 1885 году в домике Петра I. В собрании были представлены экспонаты, связанные с пребыванием Петра I в Вологде, и предметы Петровской эпохи. В 1886 году по постановлению Синода, а также по инициативе Н. И. Суворова открыто Вологодское епархиальное древлехранилище с собранием икон, деревянных скульптур и письменных памятников. Вологодское епархиальное древлехранилище располагалось в Воздвиженской надвратной церкви Архиерейского двора. В 1911 году были созданы картинная галерея и музей родиноведения.
В 1923 году произошло объединение всех музеев города в «Вологодский государственный объединённый музей». В 1988 году на его базе был учреждён Вологодский государственный историко-архитектурный и художественный музей-заповедник.
В настоящее время ВГИАХМЗ состоит из комплекса памятников бывшего Вологодского кремля (здания Архиерейского двора и Софийский собор) и нескольких филиалов на территории Вологды.

## Собрание

### История поступлений
Собрание музея: 445917 ед.хранения (281764 из них относятся к основному фонду и 164153 к научно-вспомогательному) (2005 год).
В собрание ВГИАХМЗ вошли коллекции первых музеев Вологды: Дома-музея Петра I, Епархиального древлехранилища, Художественного музея Северного кружка любителей изящных искусств и Музея родиноведения.
Вклад в коллекцию ВГИАХМЗ внесло и отделение Ярославского естественно-исторического общества (до 1905 года), членам которого удалось собрать несколько десятков естественно-исторических коллекций: ценные коллекции ископаемых, минералов, природного материала и кустарных промыслов.
Основополагающую часть собрания ВГИАХМЗ составляют церковные древности, поступившие из Музея иконописи и церковной старины, унаследовавшего коллекцию Епархиального древлехранилища, учреждённого в 1896 году — иконы, утварь, письменные источники, в том числе не имеющие прямого отношения к религии, как, например, гербарии или палеонтологический материал.
Живопись и графика перешла из Северного кружка любителей изящных искусств, существовавшего с 1910-го по 1920-й годы.
В 1920—1930-е гг. в ВГИАХМЗ была проделана огромная работа по обследованию церквей на предмет выявления в них памятников истории и культуры для постановки на государственный учёт, главную роль в которой с конца 1923 года играл заведующий художественным отделом И. В. Федышин. Были обследованы Григориево-Пельшемский, Дионисиево-Глушицкий и Арсениево-Комельский монастыри, несколько сотен церквей, множество часовен и 10 монастырей Вологды, Вологодского, Грязовецкого и Кадниковского уездов, а также Каргополя и южной части уезда.
Самые многочисленные экспедиции по выявлению памятников и экспонатов для музея в районы Вологодской и соседних областей осуществлялись в период 1960-х—1980-х гг. В 1966 году в фондах значилось 146 714 единиц хранения, а в 1998 году собрание достигло 400 тысяч.
Из частных коллекций поступили: в 1972 году передана в дар музею личная коллекция икон и деревянной скульптуры художника-реставратора В. К. Седова, включавшая 21 икону XVI—XVIII веков, собранных в Грязовецком и Кубено-Озёрском районах (упразднён в 1962 году), а также в 1987 году музеем закуплено 15 памятников XVIII—XIX вв. из коллекции вологодских художников Николая и Генриэтты Бурмагиных.

### Основные коллекции
Древнерусское искусство. В ВГИАХМЗ хранится и экспонируется значительная по объёму и ценности коллекция древнерусского искусства XIV—XIX веков. В собрании широко представлены вологодская иконопись, лицевое шитьё, скульптура, предметы прикладного искусства. Известными шедеврами, представленными в экспозиции «Древнерусское искусство» Трёхэтажного корпуса Архиерейского двора являются: «Зырянская Троица» XIV в., «Богоматерь Умиление Подкубенская» XIV в., иконы кисти Дионисия московского — «Дмитрий Прилуцкий» ок. 1503 г. из Спасо-Прилуцкого монастыря и «Успение» кон. XV — нач. XVI в. из Павло-Обнорского монастыря, а также деисусный чин из Покровского Глушицкого монастыря кон. XV — нач. XVI вв. и др. В коллекции деревянной скульптуры представлены произведения XVI—XIX вв. Наиболее ранними произведениями являются барельефы «Святая Параскева Пятница» XVI в. и «Георгий Победоносец» XVI в. В фондах музея находится большое количество памятников этой коллекции, однако в связи с нехваткой выставочных площадей экспонируются мало.
Коллекция тканей. В коллекции культовых тканей XVI—XIX вв. находятся литургические комплекты, пелены, плащаницы, шитые иконы, ризы и оклады на живописные изображения, одежды священнослужителей. Наибольшую ценность представляют произведения лицевого шитья, вышедшие из мастерских Строгановых, Милославских, Ржевской и северных монастырских светлиц.
Большую ценность представляют этнографические коллекции. Представлены коллекции образцов одежды XVII—XX веков почти всех районов (уездов) Вологодской области (губернии), в том числе женский старообрядческий костюм.
Коллекция вологодского кружева включает более 2,5 тыс. единиц хранения. В ней представлено золотное кружево XVIII в., крестьянское кружево различных уездов бывшей Вологодской губернии, изделия советского периода, произведения последних лет, созданные на фирме «Снежинка». Вологодское кружево экспонируется в Юго-западной башне Архиерейского двора.
Коллекция масляной живописи. В коллекции провинциального клирового и светского портретов XVIII—XIX веков, находятся произведения связанные с бытовавшей местной традицией парсунной живописи, миниатюрного портрета XIX века, работы В. А. Тропинина, Д. Доу, Б.-Ш. Митуара, Д. Э. Мартэна, а также местных художников М. Л. Колокольникова, П. Тюрина.
Коллекция художественных произведений из драгоценных металлов, камней и жемчуга. В музее находится коллекция художественных произведений из драгоценных металлов, камней и жемчуга, включающая в себя произведения XV—XX веков различных стилей и направлений русского декоративно-прикладного искусства, широко представлено творчество местных вологодских мастеров. В коллекции представлены произведения художественных центров Москвы, Петербурга, Вологды, Великого Устюга, Ярославля, Сибири и т. д. Коллекция включает художественные изделия с чернью по серебру, произведения лицевого и орнаментального шитья с жемчугом и драгоценными камнями.
Сектор письменных источников. Книжный фонд включает коллекции рукописной книги, книг кириллической печати, книг гражданской печати XVIII — 1 четверти XIX, редкой книги XIX — начала XX века, советского периода, иностранной книги. В коллекции представлены и несколько иллюминованных рукописей, в том числе уникальный Сборник XVIII века, содержащий более 200 миниатюр, и Сборник старообрядческий 1892 года, в котором 223 миниатюры, выполненные в традициях народного лубка. Самым древним документом в собрании музея-заповедника является Ставленная грамота митрополита Симона дьяку иноку Корнилию Фёдорову сыну Крюкову в иеромонахи 1501 год.
Естественно-исторические коллекции. В естественно-историческом собрании представлены биологические, зоологические, геологические и энтомологические коллекции.
Коллекция бытового дерева. Собрание представлено коллекцией прялок всех районов Вологодской и, частично, Архангельской областей, крестьянской расписной мебели, прорезной бересты, т. н. «шемогодской». В собрании широко представлены орудия земледелия, скотоводства, льноводства, различных промыслов. Представлена также художественная мебель XVII—XX вв, редкие образцы резной мебели начала XVIII века с полихромией и позолотой, комплексы мебели XIX века из вологодских усадеб, образцы продукции ведущих изготовителей "венской «мебели».
Прочие коллекции. В собрании имеется коллекция иностранной графики, фарфора русских и западноевропейских фабрик XVI—XX вв, изразцов, культовые памятники из металла, коллекции музыкальных инструментов, орудия труда и быта, образцы продукции предприятий вологодской области. В музее находятся обширные коллекции кино-фото- фонодокументов, собрание нумизматики, фалеристики и бонистики, в том числе кладовые комплексы XV—XX веков, а также монеты Боспорского царства III—II веков до н. э., фонд археологии с предметами и коллекциями от мезолита до позднего средневековья.

## Экспозиции и выставки

### Вологодский кремль
На территории Вологодского кремля (Архиерейское подворье) работают постоянные экспозиции:
- Древнерусское искусство
- Вологодские художественные промыслы
- Народное искусство
- Юго-Западная башня Кремля
- Отдел природы
- Отдел истории

К памятникам, открытым для посещения, относятся Софийский собор и колокольня.

### Филиалы
- Дом-музей Петра I
- Выставочный комплекс «Вологда на рубеже веков»
- Архитектурно-этнографический музей Вологодской области
- Музей «Мир забытых вещей»
- Дом-музей А. Ф. Можайского
- Музей «Вологодская ссылка»
- Музей «Литература. Искусство. Век XX»
- Музей кружева